# Шульман, Констанс
Констанс Шульман (англ. Constance Shulman, род. 4 апреля 1958) — американская актриса, наиболее известная благодаря своей роли Эрики «Йоги» Джонс в сериале Netflix «Оранжевый — хит сезона».
Шульман родилась в Джонсон-Сити, штат Теннесси, и большую часть жизни прожила в Нью-Йорке. В 1990-х, она была известна благодаря регулярному озвучиванию в анимационном сериале «Дуг». Также она снялась с Мередит Бакстер в недолго просуществовавшем ситкоме ABC 1996 года «Факультет» и появилась в кинофильме «Жареные зеленые помидоры». В 2013 году она начала играть второстепенную роль в сериале Netflix «Оранжевый — хит сезона», после десятилетнего перерыва в карьере из-за воспитания своих детей.

## Фильмография
- 1989 — Флетч жив
- 1989 — Заблудшие ангелы
- 1990 — Мужчины не уходят
- 1990 — Изнанка судьбы
- 1991 — Он сказал, она сказала
- 1991 — Макбэйн
- 1991 — Жареные зеленые помидоры
- 1992 — Уикенд у Берни 2
- 1999 — Сладкий и гадкий
- 2008 — Рождество в Джерси
- 2015 — Вы стереотипны
- 2015 — Сломанные